# Gare de Hunspach
Gare de Hunspach – przystanek kolejowy w miejscowości Hunspach, w departamencie Dolny Ren, w regionie Grand Est, we Francji. Jest zarządzany przez SNCF i obsługiwany przez pociągi TER Grand Est.

## Położenie
Znajduje się na linii Vendenheim – Wissembourg, na km 48,950 między stacjami Hoffen i Riedseltz, na wysokości 149 m n.p.m.

## Historia
Stacja została otwarta 23 października 1855 przez Compagnie des chemins de fer de l’Est wraz z odcinkiem linii między Haguenau i Wissembourg.

## Linie kolejowe
- Linia Vendenheim – Wissembourg